# Valery Losev
Valery Anatolyevich Losev (em russo:  Валерий Анатольевич Лосев; Tashkömür, 28 de fevereiro de 1956) é um ex-jogador de voleibol da Rússia que competiu pela União Soviética nos Jogos Olímpicos de 1988.
Em 1988, ele fez parte do time soviético que conquistou a medalha de prata no torneio olímpico, no qual atuou em todas as sete partidas.